# Thomas Weber (Kristallograph)
Thomas Weber (* 2. März 1965 in München) ist ein deutscher Mineraloge und Kristallograph.

## Leben
Thomas Weber studierte an der LMU Mineralogie und promovierte von 1994 bis 1997 bei Friedrich Frey zum Thema „Modulierte Strukturen und Fehlordnung in Harnstoffeinschlussverbindungen bei Temperaturen von 30 bis 300 K“. 
Während seines darauffolgenden Aufenthalts als Postdoktorand bei Hans Beat Bürgi, Universität Bern, in den Jahren 1997 bis 2000 entwickelte Weber Monte-Carlo-Simulationsmethoden zur Modellierung fehlgeordneter Strukturen basierend auf diffuser Streuung weiter. Während der Jahre 2000–2015 war Weber als Senior Scientist im Laboratorium für Kristallographie der ETH Zürich (Walter Steurer) beschäftigt.  
Weber ist Experte für Röntgenbeugungsmethoden, von der Pulver- und Einkristalldiffraktion bis zur Kleinwinkelstreuung. Er unterrichtet diesen Themenbereich auch im Masterstudium an der ETH Zürich.

## Auszeichnungen
Thomas Weber wurde 2023 die Will-Kleber-Gedenkmünze der Deutschen Gesellschaft für Kristallographie verliehen.

## Veröffentlichungen
Thomas Weber hat über 100 Aufsätze (Stand 2022) in diversen Fachzeitschriften veröffentlicht, darunter regelmäßig in Acta Crystallographica Section A Foundations and Advances, sowie in Angewandte Chemie, Chemical Society Reviews, Journal of Applied Crystallography, Macromolecules, Philosophical Magazine, Physical Review  oder in der Zeitschrift für Kristallographie.